# Zacamulpa Huitzizilapan
Zacamulpa Huitzizilapan är ett samhälle i kommunen Lerma i delstaten Mexiko i Mexiko. Orten hade 2 365 invånare vid folkräkningen år 2020.